# George Washington Union
 (juillet 2017).
Pour les articles homonymes, voir GWU.
La George Washington Union ou GWU (The George Washington Union of Freemasons of North America) est une obédience maçonnique nord-américaine mixte et libérale.

## Origines
En 1976, des francs-maçons français membres de la loge l'Atlandide du Grand Orient de France à New York et des frères américains membres de loges « régulières » souhaitèrent créer une loge proprement américaine mais acceptant le principe de la liberté absolue de conscience. La loge George Washington no 1 reçu sa charte constitutive de la part du Grand Orient de France le 16 août 1977. Cette fondation fut ratifiée au convent national du GODF en septembre 1978.

## Principes
La George Washington Union (GWU) se réfère aux Constitutions d'Anderson de 1723. Toutefois, c'est une organisation contemporaine adhérant aux valeurs morales partagées par tous les hommes et les femmes de bonne volonté et reconnaissant la liberté absolue de conscience.
Chaque loge est souveraine quant aux choix du rituel, de la langue de travail, de l'invocation à l'ouverture des travaux (A la gloire du « Grand Architecte de l'Univers » ou « au nom de la franc-maçonnerie universelle ») et du livre sacré présent sur l'autel des serments (Bible ou autre).
Les loges de la GWU travaillent au Rite français et au Rite écossais ancien et accepté principalement.

## Implantations
La GWU est présente aux États-Unis (Washington D.C., Chicago, Los Angeles, San Francisco) et au Canada (Montréal).

## Relations internationales

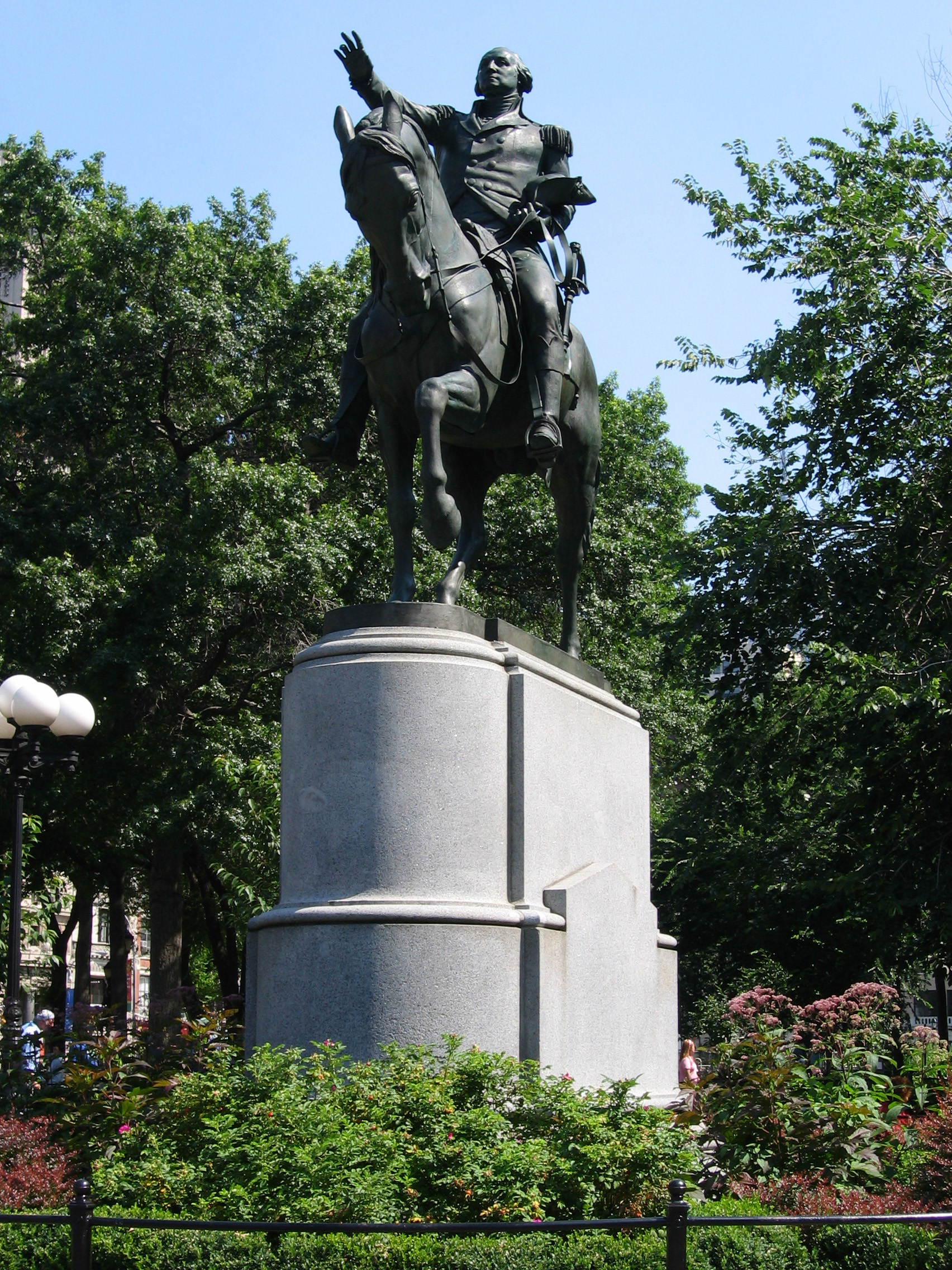
Statue sur Union square

la GWU entretient des relations fraternelles avec les obédiences du courant « adogmatique » et en particulier le Grand Orient de France mais n'est pas reconnue comme régulière par la Grande Loge unie d'Angleterre et la plupart des grandes loges des États-Unis.
La George Washington Union est membre de plusieurs organismes maçonniques internationaux :
- le CLIPSAS depuis 1979[1].
- le SIMPA (Secrétariat international des puissances maçonniques adogmatiques, fondé en 1998).

### bibliographie
- Alain de Keghel, Le défi maçonnique américain : Une tradition forte confrontée aux mutations, Éditions Dervy, 2015, 258 p. (ISBN 979-10-242-0085-9).